# Bonnie Tyler - Best Ballads (Ihre Schönsten Love Songs)
A Best Ballads a Sony Music kollekciós kiadványa többek között olyan előadók dalait gyűjtötték össze, mint Paul Young, Santana vagy éppen Bonnie Tyler. Ez utóbbi Best Balalds - Ihre Schönsten Love Songs címmel. Az albumot Németországban adták ki és ugyanaz az alkotógárda készítette, akik korábban Bonnie Tyler nagy sikerű The Very Best of Bonnie Tyler Volume 1. és a The Very Best of Bonnie Tyler Volume 2. című válogatáslemezeit. A borítót Angelika Bartels készítette míg a 16 oldalas szövegkönyv belsejében fellelhető fényképeket Dagmar Wildmann, aki a kilencvenes évek elején készített fotósorozatokat Bonnieról a koncert túrnék ideje alatt. Az exkluzív 16 oldalas booklet belsejében egy életrajz olvasható valamint több interjúrészlet. A szövegkönyvből kiderül többek között, hogy Bonnie Tyler milyen viszonyban volt Dieter Bohlennel, aki több éven át volt producere és zeneszerzője és kiderül, hogy Bonnie miért hagyta ott a nyolcvanas évek végén a CBS kiadót és hogyan kárpótolta később egykori kiadója az 1988-as album bukásának következményeit. 
A kiadványra Bonnie Tyler szerelmes, lírai dalai, balladái kerültek fel 1978-tól 1993-ig. 1996-ban a BMG Hansa kiadó is megjelentetett egy kiadványt With Love from Bonnie Tyler - Best of the Ballads címmel.

## Dalok
| #  | Dalcím                                                | Zeneszerző          | Producer            | Hossz |
| -- | ----------------------------------------------------- | ------------------- | ------------------- | ----- |
| 1  | Total Eclipse of the Heart                            | Jim Steinman        | Jim Steinman        | 7:00  |
| 2  | Against the Wind                                      | Dieter Bohlen       | Dieter Bohlen       | 3:38  |
| 3  | It’s a Heartache                                      | R. Scott / S. Wolfe | R. Scott / S. Wolfe | 3:30  |
| 4  | Lost in France                                        | R. Scott / S. Wolfe | R. Scott / S. Wolfe | 3:50  |
| 5  | God Gave Love to You                                  | Dieter Bohlen       | Dieter Bohlen       | 3:45  |
| 6  | Why                                                   | S. Benson           | Dieter Bohlen       | 4:00  |
| 7  | Loving You’s a Dirty Job (But Somebody’s Gotta Do It) | Jim Steinman        | Jim Steinman        | 7:47  |
| 8  | To Love Sombody                                       | Bee Gees            | Desmond Child       | 5:50  |
| 9  | You Are So Beautyful                                  | Preston / Fisher    | P. Hopkins          | 2:34  |
| 10 | Call Me                                               | Dieter Bohlen       | Dieter Bohlen       | 4:00  |
| 11 | Angel Heart                                           | Dieter Bohlen       | Dieter Bohlen       | 3:54  |
| 12 | Lovers Again                                          | Desmond Child       | Jim Steinman        | 4:35  |
| 13 | Whiter Shade Of Pale                                  | R. Scott / S. Wolfe | R. Scott / S. Wolfe | 4:20  |
| 14 | Silhouette In Red                                     | Dieter Bohlen       | Dieter Bohlen       | 4:00  |
| 15 | Straight from the Heart                               | Bryan Adams         | Jim Steinman        | 3:40  |
| 16 | Islands feat. Mike Oldfield                           | Mike Oldfield       | Mike Oldfield       | 4:20  |
| 17 | Stay                                                  | S. Benson           | Dieter Bohlen       | 4:01  |